# Printzia
Printzia es un género de plantas con flores perteneciente a la familia Asteraceae.Comprende11 especies descritas y de estas, solo 6 aceptadas.

## Taxonomía
El género fue descrito por Alexandre Henri Gabriel de Cassini y publicado en Dictionnaire des Sciences Naturelles [Second edition] 37: 488. 1825.

## Especies
A continuación se brinda un listado de las especies del género Printzia aceptadas hasta agosto de 2012, ordenadas alfabéticamente. Para cada una se indica el nombre binomial seguido del autor, abreviado según las convenciones y usos.
- Printzia aromatica (L.) Less.
- Printzia auriculata Harv.
- Printzia huttoni Harv.
- Printzia nutans (Bolus) Leins
- Printzia polifolia (L.) Hutch.
- Printzia pyrifolia Less.